# أسماء أماكن فلسطينية

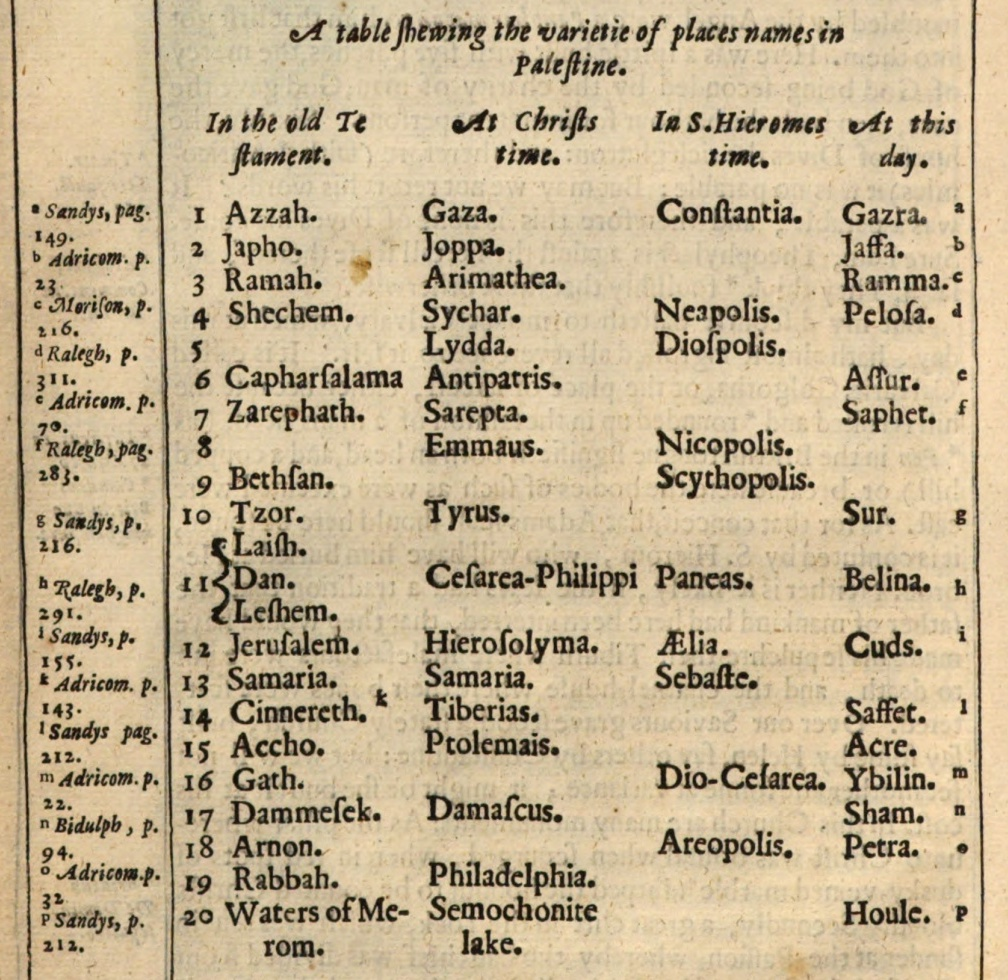
في عام 1639 ، تضمن كتاب ثوماس فولر، تاريخ الحرب المقدسة، «جدول يعرض مجموعة أسماء الأماكن في فلسطين»، يقارن بين الأسماء التاريخية لمواقع الكتاب المقدس الرئيسية. أسماء الأماكن كدليل عليها.

أسماء أماكن فلسطينية (بالإنجليزية: Place names of Palestine)‏ كان موضوع الكثير من المعرفة والخلاف، وخاصة في سياق الصراع العربي الإسرائيلي. تكمن أهمية أسماء الأماكن في فلسطين في قدرتها على إضفاء الشرعية على الادعاءات التاريخية التي تؤكدها الأطراف المعنية، والتي تدعي جميعها الأولوية في التسلسل الزمني، والذين يستخدمون الآثار وصنع الخرائط وأسماء الأماكن كدليل لهم.
تم التعرف على أهمية أسماء المواقع الجغرافية أو التسمية الجغرافية لأول مرة من قبل المنظمة البريطانية، صندوق استكشاف فلسطين، الذي قام بتنظيم حملات لرسم الخرائط الجغرافية في فلسطين في أواخر القرن التاسع عشر. بعد ذلك بوقت قصير، شرعت سلطات الانتداب البريطاني في جمع معلومات أسماء المواقع الجغرافية من السكان العرب المحليين، الذين ثبت أنهم حافظوا على معرفة بأسماء الأماكن القديمة التي يمكن أن تساعد في تحديد المواقع الأثرية.
أسماء الأماكن الفلسطينية هي عمومًا أشكال عربية لأسماء سامية قديمة أو تشكيلات أحدث للغة العربية، رغم أنه منذ الاحتلال الإسرائيلي، تم منذ ذلك الحين تسمية العديد من أسماء الأماكن العبرية أو المعروفة رسميًا بأسمائهم التوراتية. إن التبادل الثقافي الذي ترعاه مختلف الإمبراطوريات المتعاقبة لحكم فلسطين واضح في أسماء أماكنها. يمكن التعرف على أي مكان معين من خلال الأسماء المختلفة المستخدمة في الماضي، مع كل من هذه الأسماء يقابل فترة تاريخية.

## التاريخ
لاحظ الحفاظ على أسماء الأماكن في فلسطين «بتناسق مذهل» من قبل يوهانان أهاروني في أرض الكتاب المقدس (1979). يعزو هذه الاستمرارية إلى الخلفية السامية المشتركة لسكان فلسطين المحليين على مر العصور، وحقيقة أن أسماء الأماكن تميل إلى أن تعكس الخصائص الزراعية الموجودة في الموقع المعني. وفقًا لعوزي ليبنر، فإن الحفاظ على الأسماء هو «وظيفة لاستمرار التوطين في الموقع نفسه، أو على الأقل في المنطقة المجاورة»، ومعظم المواقع المعنية كانت مأهولة خلال الفترتين البيزنطية والإسلامية الوسطى.
استخدم السكان الأصليون في فلسطين اللغات السامية، مثل العبرية والسامرية والسريانية الفلسطينية واليهودية الآرامية والعربية، لآلاف السنين. تقريبا جميع أسماء الأماكن في فلسطين لها جذور سامية، مع وجود أسماء أماكن قليلة فقط من أصل لاتيني، وبالكاد أي من الأصول اليونانية أو التركية. استمر استخدام الجذور السامية لأقدم الأسماء للأماكن في فلسطين من قبل السكان الأصليين، رغم أنه خلال فترة العصور القديمة الكلاسيكية في فلسطين، خضع العديد من الأسماء لتعديلات بسبب تأثير النخب الحاكمة المحلية ضليعة في اليونانية واللاتينية. مع التوسع العربي في فلسطين، تم إحياء العديد من الأسماء السامية القديمة، على الرغم من اختلاف الهجاء والنطق. بالطبع، بالنسبة للأماكن التي ضاع فيها الاسم القديم أو بالنسبة للمستوطنات الجديدة التي تم إنشاؤها خلال هذه الفترة، فقد تمت صياغة أسماء عربية جديدة.
في أعماله في القرن الرابع، يقدم يوسابيوس القيصري قائمة بأسماء أماكن فلسطين مع تعليق جغرافي وتاريخي، وترجم نصه لاحقًا إلى اللاتينية وتحريره وتصحيحه بواسطة جيروم. على الرغم من أن المسافرين الأوروبيين قاموا بزيارتها في القرون التالية، وقام العديد منهم بتأليف حسابات سفر تصف بها تضاريسها وديموجرافياها، في نهاية الحكم الإمبراطوري العثماني، إلا أنه لا يزال هناك الكثير من الالتباس حول أسماء الأماكن في فلسطين. جعلت الترجمات التركية الحالية للأسماء العربية والعربية من تحديد ودراسة في أصل مصطلحات أسماء الأماكن أكثر صعوبة.
حدد إدوارد روبنسون أكثر من 100 من أسماء الأماكن التوراتية في فلسطين، من خلال متابعة اعتقاده بأن التحليل اللغوي لأسماء الأماكن التي استخدمها الفلاحين العرب سيكشف عن آثار محفوظة لجذورهم القديمة. أسماء الأماكن لصندوق استكشاف فلسطين في العهدين القديم والجديد والأبوكريفا، مع تعريفاتهم الحديثة (1895) يسرد أكثر من 1150 أسماء الأماكن المتعلقة بالعهد القديم و 162 المتعلقة بالعديد الجديد، ومعظمها يقع في فلسطين. هذه الاستطلاعات التي أجراها روبنسون صندوق استكشاف فلسطين، وغيره من الجغرافيين التوراتيين الغربيين في أواخر القرن التاسع عشر وأوائل القرن العشرين، ساهمت في النهاية في شكل الحدود المرسومة للانتداب البريطاني في فلسطين، كما اقترحت عصبة الأمم.
كتاب اونماستكون مع قيام الإحتلال، في أجزاء من فلسطين، فإن أسماء أماكن كثيرة قد تم تهليلها أو يشار إليها بأسمائها التوراتية التي تم إحياؤها. في بعض الحالات، حتى المواقع التي تحمل أسماء عربية فقط ولا توجد بها أسماء أو رابطات قديمة موجودة مسبقًا قد أعطيت أسماء عبرية جديدة.

## أصل أسماء الأماكن في فلسطين
الميزات الزراعية شائعة في جذور أسماء الأماكن في فلسطين. على سبيل المثال، تتضمن بعض أسماء الأماكن الجذر السامي لـ «الربيع» أو «الخزان»، مثل بئر السبع، («بئر» تعني «جيد» بالعبرية والعربية على التوالي) وعين الجدي أو و («عين» تعني «الربيع» باللغتين العبرية والعربية على التوالي).
أسماء الأماكن الأخرى تحافظ على أسماء الآلهة والآلهة السامية من العصور القديمة. على سبيل المثال، يبقى اسم الإلهة عنات باسم قرية عناتا التي يُعتقد أنها موقع لمدينة عناثوث القديمة.

### تطور الأسماء حسب المكان
- بتير: خلال ثورة بار كوشبا، كان هذا الموقع يعرف باسم بيتار. من الواضح أن الاسم العربي «بتير» مرتبط بالاسم القديم.[16] تم التعرف على القرية أيضًا من قِبل تل قديم في المنطقة المجاورة يُسمى خربة اليهود («خراب اليهود»).
- عدلام: معترف بها من قبل علماء الآثار الحديثة، الجغرافيين ورسامي الخرائط التاريخية باعتبارها الموقع التوراتي لأدولام، المذكورة في 1 صموئيل 22: 2.
- بيت جبرين: كانت هذه القرية، التي كانت مأهولة بالسكان خلال حرب عام 1948، معروفة أصلاً باسم الآرامية بيت جبرا («بيت الرجال الأقوياء»).[17] أعطاها الرومان الاسم اليوناني إليوثيروبوليس («مدينة الأحرار») ولكنها مع ذلك مدرجة في اللوحة البويتينغرية لعام 393 م باسم بيت جبري.[18][19] أطلق عليها الصليبيون اسم بيت جبيلين أو ببساطة جبيلين، اسمها العربي بيت جبرين («بيت الأقوياء») مشتق من الاسم الآرامي الأصلي.[20]
- بيت عور الفوقا («البيت الأعلى للقش») وبيت عور التحتا (بالعربية: بيت عور التحتى، «البيت السفلي للقش») تحتفظ بأجزاء من الأسماء الكنعانية الأصلية لهذه الأسماء المواقع: وتعني «بيت حورون»، المسمى باسم الإله المصري الكنعاني حورون المذكور في الأدب الأوغاريتية ونصوص أخرى.[21][22][23]
- دير أبان: الذي اعتقد علماء الجغرافيا التاريخية أنه أبنيزر الكتاب المقدس، المذكور في صموئيل 4: 1، ويقع على بعد ميلين شرق `عين شمس (بيت شيمش).
- العيزرية: مدينة بيت عبرة، التي يطلق عليها بسبب المواطن الأبرز، لعازر.
- إندور: هُجرت هذه القرية بعد حرب عام 1948، وهي تحتفظ باسم قرية إندور الكنعانية القديمة. على الرغم من أن الموقع الدقيق للموقع القديم لا يزال مصدر جدل، إلا أن المرشح المفضل يقع على بعد كيلومتر واحد شمال شرق إندور، وهو موقع يُعرف باسم خربة صفصافة.[24][25]
- جنين: في العصور الكنعانية، كان اسمها عين غنيم أو تل جنين. تم تغيير اسمها إلى جينات أو جيني. الاسم المعرب جنين مشتق من الأصل.
- أريحا: معروفة بين السكان المحليين باسم أريحا (الريحة، والتي تعني «العطر»)، وقد تم وصفها في كتاب جوسيبون الذي يرجع إلى القرن العاشر، باسم «أريحا: مدينة العطر». يُعتقد أن الاسم الحالي مشتق من الاسم الكنعاني ياريح، وهذا يعني «القمر».[26][27]
- الجيب: الجيب يحفظ اسم سلفه القديم، جبعون.
- كفر عانة: الشكل العربي الذي يحمل اسم أونو، وهي بلدة كنعانية مذكورة في 1 سجلات 8:12.
- الخليل: مدينة الخليل القديمة، التي سميت باسم إبراهيم الذي كان يسمى «صديق» من الله.
- لفتا: معترف بها من قبل علماء الآثار الحديثة والجغرافيين التاريخيين كموقع الكتاب المقدس لنفتوح، المذكور في كتاب يشوع (15: 9 ؛ 18:15).
- نابلس: أطلق عليها أصلاً اسم فلافيا نيابوليس منذ تأسيسها عام 72 م من قبل الرومان؛ في عام 636 م، غزاها العرب، الذين قاموا بتعريب اسمها إلى نابلس.
- قلعة رأس العين: حرفيا، «قلعة رأس النافورة»، أو ما كان يعرف سابقًا باسم أنتيباتريس (موقع بالقرب من روش هاعين)، عند مصدر نهر ياركون، المعروف أيضًا باسم نهر أبو فويرس (فساد أنتيباتريس).
- يالو: تم تدميرها خلال حرب عام 1967، كانت هذه القرية معروفة في الأصل باسم كنعاني أيجالون. الاسم العربي يالو، الذي اشتهر به لقرون، مشتق من الأصل الكنعاني.[28]
- يازور: تم تهجير سكانها قبل حرب عام 1948، وتم تسجيل اسم القرية في القرنين الثامن والسابع قبل الميلاد في النصوص الآشورية كآزورو.[29]

### استخدام أسماء الأماكن كأسماء شخصية
منذ هجرة عام 1948، بدأ العرب الفلسطينيون بتقليد تسمية بناتهم بعد قرى عربية دمرت.

## فهرس
- Benvenisti، Meron؛ Kaufman-Lacusta، Maxine (2000)، Sacred Landscape: The Buried History of the Holy Land Since 1948، دار نشر جامعة كاليفورنيا، ISBN:978-0-520-21154-4
- Bromiley، Geoffrey W. (1995)، The International Standard Bible Encyclopedia: E-J، Wm. B. Eerdmans Publishing، ISBN:978-0-8028-3782-0
- Cansdale، Lena (1997)، Qumran and the Essenes: A Re-evaluation of the Evidence، Mohr Siebeck، ISBN:978-3-16-146719-6
- Cheyne، Thomas Kelly؛ Black، John Sutherland (1902)، Encyclopædia Biblica: A Critical Dictionary of the Literary, Political and Religious History, the Archæology, Geography, and Natural History of the Bible، مكملين ناشرون
- Davis، Thomas W. (2004)، Shifting Sands: The Rise and Fall of Biblical Archaeology، دار نشر جامعة أكسفورد US، ISBN:978-0-19-516710-8
- Ellenblum، Ronnie (2003)، Frankish Rural Settlement in the Latin Kingdom of Jerusalem، مطبعة جامعة كامبريدج، ISBN:978-0-521-52187-1
- Freedman، David Noel؛ Myers، Allen C.؛ Beck، Astrid B. (2000)، Eerdmans dictionary of the Bible (ط. Illustrated)، Wm. B. Eerdmans Publishing، ISBN:978-0-8028-2400-4
- Hitti، Philip Khûri (2002)، History of Syria: Including Lebanon and Palestine، Gorgias Press LLC، ISBN:978-1-931956-60-4
- Flavius، Josephus (1981)، The Jewish War، Penguin Books، ISBN:0-14-044420-3
- Glass، Joseph B. (2002)، From New Zion to Old Zion: American Jewish Immigration and Settlement in Palestine, 1917-1939، Wayne State University Press، ISBN:978-0-8143-2842-2
- Khalidi، Walid (1992)، All That Remains، واشنطن العاصمة: مؤسسة الدراسات الفلسطينية، ISBN:0-88728-224-5
- Krämer، Gudrun؛ Harman، Graham (2008)، A History of Palestine: From the Ottoman Conquest to the Founding of the State of Israel، دار نشر جامعة برنستون، ISBN:978-0-691-11897-0
- Leibner، Uzi (2009)، Settlement and History in Hellenistic, Roman, and Byzantine Galilee: An Archaeological Survey of the Eastern Galilee (ط. illustrated)، Mohr Siebeck، ISBN:9783161498718
- Macalister, R.A. Stewart (1911), "Eleutheropolis" , In Chisholm, Hugh (ed.), Encyclopædia Britannica (بالإنجليزية) (11th ed.), Cambridge University Press, vol. 9, p. 263
- Macalister، R.A. Stewart (1977)، A Century of Excavation in Palestine، Ayer Publishing، ISBN:978-0-405-10265-3
- Maspero، Gaston؛ Sayce، Archibald Henry؛ McClure، M. L. (1900)، Passing of the Empires 850 BC to 330 BC: 850 B.C. to 330 B.C، Kessinger Publishing، ISBN:978-0-7661-7935-6
- Milgrom، Jacob؛ Wright، David Pearson؛ Freedman، David Noel؛ Hurvitz، Avi (1995)، Pomegranates and Golden Bells: Studies in Biblical, Jewish, and Near Eastern Ritual, Law, and Literature in Honor of Jacob Milgrom، Eisenbrauns، ISBN:978-0-931464-87-4
- Miller، James Maxwell؛ Hayes، John Haralson (1986)، History of Ancient Israel and Judah، Westminster John Knox Press
- Negev، Avraham؛ Gibson، Shimon (2005)، Archaeological Encyclopedia of the Holy Land (ط. Illustrated, revised)، Continuum International Publishing Group، ISBN:978-0-8264-8571-7
- Rast، Walter E. (1992)، Through the Ages in Palestinian Archaeology: An Introductory Handbook، Continuum International Publishing Group، ISBN:978-1-56338-055-6
- Richard، Suzanne (2003)، Near Eastern Archaeology: A Reader، EISENBRAUNS، ISBN:978-1-57506-083-5
- Richard، Jean (2001) [1921]، The Crusaders c1071-c1291، Cambridge University Press، ISBN:0-521-62566-1
- Robinson، Edward؛ Smith، Eli (1860)، Biblical Researches in Palestine and Adjacent Regions: A Journal of Travel in the Year 1838، Crocker and Brewster
- Sharon، Moshe (1997)، Corpus Inscriptionum Arabicarum Palaestinae، ISBN:90-04-11083-6
- Slyomovics، Susan (1998)، The Object of Memory: Arab and Jew Narrate the Palestinian Village، University of Pennsylvania Press، ISBN:978-0-8122-1525-0
- Swedenburg، Ted (2003)، Memories of Revolt: The 1936-1939 Rebellion and the Palestinian National Past، University of Arkansas Press، ISBN:978-1-55728-763-2